# Trường Cao đẳng Y tế Bình Dương

### Trường Cao đẳng Y Tế Bình Dương (tiền thân là trường Trung học Y tế Sông Bé) thành lập theo quyết định số 326/QĐUB ngày 13/06/1978 của UBND Tỉnh Sông Bé.
1/ GIAI ĐOẠN 1 (1978 - 1981):
Tháng 10 năm 1976, trường sơ học Y tế ở vùng kinh tế Tàu Ô Bình Long chuyển về khu vực Bệnh viện 4 Dã  chiến và  trở thành Trường THYT Sông Bé năm 1978.
- Qui mô đào tạo 200 - 300 học sinh.
- Đội ngũ giáo viên: 40 - 56.

Nhiệm vụ đào tạo:
- Y sỹ và cán bộ y tế sơ học.
- Bổ túc văn hóa cán bộ ngành y tế.
- Bổ túc công tác  quản lý ngành y tế.
- Giảng dạy ngoại ngữ trong ngành y tế.

2/ GIAI ĐOẠN 2 (1982 – 1995):
Xây dựng và mở rộng qui mô trường, nâng các ngành sơ học lên trung cấp. Mục tiêu đào tạo cung cấp đội ngũ cán bộ y tế cho tỉnh Sông Bé.
- Qui mô đào tạo 300 - 500 học sinh.
- Đội ngũ giáo viên : 65 – 83.

Nhiệm vụ đào tạo :
- Dược sỹ trung học, dược tá.
- Y sỹ trung học.
- Điều dưỡng trung học, y tá sơ học.
- Nữ hộ sinh trung học, hộ sinh sơ học.
- Các lớp đào tạo lại.
- Giảng dạy ngoại ngữ trong ngành y tế.

Thành tích: Huân chương lao động hạng 3 năm 1988.
Cờ thi đua của Bộ GD&ĐT năm 1984-1985.
3/ GIAI ĐOẠN 3 (1995 – 2001):
Ngày 1/1/1997 Tỉnh Sông  Bé  chia thành 2 tỉnh Bình Dương và Bình Phước, Trường đổi tên thành trường Trung học Y tế Bình Dương. Với mục tiêu mở rộng qui mô đào tạo nhằm cung cấp cán bộ y tế trung và sơ cấp: giỏi chuyên môn, mạnh về phẩm chất đạo đức để làm tốt công tác chăm sóc và nâng cao sức khỏe nhân dân.
- Qui mô: 400-600 học sinh.
- Đội ngũ giáo viên: 43.

Nhiệm vụ đào tạo:
- Dược sỹ trung học, dược tá.
- Y sỹ trung học.
- Điều dưỡng trung học.
- Nữ hộ sinh trung học.
- Nhân viên y tế thôn ấp.
- Các lớp đào tạo lại.

Thành tích: Cờ thi đua của Bộ Y tế năm 2000. 
Bằng khen của Bộ GD&ĐT 5 năm 1995 -1999 và năm 2001.
4/ GIAI ĐOẠN 4 (2001 – 2005):
Mở rộng qui mô đào tạo, đa dạng hóa các hình thức đào tạo trong và ngoài tỉnh: chính qui ,tại chức, đào tạo theo địa chỉ. Số lượng học sinh hàng năm tăng 10-15%. Từ năm 2003, thực hiện khoán biên chế và quản lý hành chính theo nghị định 10/2002/CP. Nhiệm vụ nhằm cung cấp nguồn nhân lực y tế cho Bình Dương và một số tỉnh trong khu vực miền Đông Nam Bộ. 
- Qui mô: 600 - 900 học sinh.
- Đội ngũ giáo viên: 50.

Nhiệm vụ đào tạo:
- Dược sỹ trung học, dược tá.
- Điều dưỡng trung học.
- Nữ hộ sinh trung học .
- Y sỹ cho ngành y tế cao su VN, cho KCN.
- Nhân viên y tế thôn ấp.
- Các lớp đào tạo lại.
- Các lớp đại học và sau đại học (liên kết với các trường đại học y dược trong nước)

Thành tích: Cờ thi đua của Bộ Y tế năm 2004  
5/ GIAI ĐOẠN 5 (2006 – 2016):
Phát triển và mở rộng qui mô đào tạo, đa dạng hóa các hình thức đào tạo trong và ngoài tỉnh: chính qui, tại chức, đào tạo theo địa chỉ; nhằm cung cấp nguồn nhân lực y tế cho Bình Dương và một số tỉnh trong khu vực miền Đông Nam Bộ. Tháng 12/2007 theo Quyết định của Bộ Giáo dục và Đào tạo nâng cấp thành trường Cao đẳng Y tế.
- Qui mô: 2000 - 3000 học sinh.
- Đội ngũ giảng viên: 160 (bao gồm giảng viên cơ hữu, giảng viên hợp đồng dài hạn và thỉnh giảng).

Nhiệm vụ đào tạo:
- Dược sỹ Cao đẳng, trung cấp.
  - Điều dưỡng Cao đẳng, trung học.
  - Hộ sinh Cao đẳng.
  - Y sỹ đa khoa.
  - Nhân viên y tế thôn ấp.
  - Các lớp đào tạo liên tục.
  - Các lớp đại học và sau đại học (phối hợp với các trường đại học Y Dược trong nước)  Thành tích:  Huân chương lao động hạng 2.

6/ GIAI ĐOẠN 6 (2017 – nay):  
Chuyển đổi chức năng quản lý nhà nước về giáo dục nghề nghiệp về Bộ Lao động - Thương binh và xã hội. Xây dựng các mã ngành đào tạo mới. Phát triển chương trình đào tạo theo hướng cao đẳng nghề.
- Qui mô: 1800 học sinh - sinh viên.
- Đội ngũ giảng viên: 186 (bao gồm giảng viên cơ hữu, giảng viên hợp đồng dài hạn và thỉnh giảng).

Nhiệm vụ đào tạo:
- Dược sỹ Cao đẳng.
- Điều dưỡng Cao đẳng.
- Hộ sinh Cao đẳng.
- Y sỹ đa khoa Trung cấp và Cao đẳng.
- Nhân viên y tế thôn ấp.
- Các lớp đào tạo liên tục.
- Các lớp đại học và sau đại học (phối hợp với các trường đại học Y Dược trong nước)

Thành tích: 
- Năm 2018: Cờ Thi đua của Thủ tướng Chính phủ;
- Năm 2017 và 2021: Cờ Thi đua của Chủ tịch UBND tỉnh Bình Dương

## Thành tích và huân chương
Qua 45 năm, nhà trường đã đào tạo được hàng nghìn cán bộ y tế. 
Huân chương lao động hạng 3 năm 1988. 
Cờ thi đua của Bộ GD&ĐT năm 1984-1985.
Cờ thi đua của Bộ Y tế năm 2000.
Bằng khen của Bộ GD&ĐT 5 năm 1995-1999  và  năm 2001.
Huân chương lao động hạng 2 nãm 2004
Cờ thi đua của Bộ Y tế năm 2004 
Cờ Thi đua của Thủ tướng Chính phủ năm 2018
Cờ Thi đua của Chủ tịch UBND tỉnh Bình Dương năm 2017 và 2021.

## Hiệu trưởng qua các thời kỳ
Nhiệm kỳ 1978 - 1981: BS. Nguyễn Văn Tranh
Nhiệm kỳ 1982 - 1995: BS. Nguyễn Hoàng Dũng
Nhiệm kỳ 1995 - 2001: BS. Khổng Trọng Khuê
Nhiệm kỳ 2001 - 2005: BS. Lê Chí  Thành
Nhiệm kỳ 2006 - 2017: TS.BS Trần Văn Đáng
Năm 2018: Phụ trách điều hành trường: BS.CK2 Lục Duy Lạc
Nhiệm kỳ 2019 - 2023: TS.BS Nguyễn Hồng Chương
Nhiệm kỳ 2024 - nay: BS.CK2 Nguyễn Văn Tính